# Смирнов, Евгений Владимирович (актёр)
Евгений Владимирович Смирнов (28 декабря 1947, Горки, Варнавинский район, Горьковская область — 27 января 2016) — актёр Омского театра драмы, Народный артист Российской Федерации (2003), заслуженный артист Украинской ССР (1984).

## Биография
В семилетнем возрасте с мамой переехал в Уфу. После окончания в 1967 году Уфимского училища искусств по классу театрального искусства, 1971—1989 год работал в Севастопольском русском драматическом театре имени А. В. Луначарского, театре Краснознамённого Черноморского флота города Севастополя. В 1984 году Смирнову Е.В. присвоено звание заслуженного артиста Украинской ССР. С 1989 по 1992 годы — актёр киевского Театра русской драмы имени Леси Украинки. С 1996 года — артист Омского театра драмы. В 2003 году  Смирнову Е.В. присвоено звание народного артиста РФ.
Награжден орденом «Знак Почёта» (1986).
Похоронен на Северо-Восточном кладбище Омска рядом с могилой супруги.

### Семья
Жена — Зайтуна Мударисовна Смирнова (1948—2015), репетитор по балету Омского академического театра драмы. Двое детей.

## Театральные работы

### Киевский академический театр русской драмы им. Леси Украинки (1989–1992)
- Свиньин – «Табачный капитан», Н. Адуев
- Суворов – «Придет корабль российский», Б. Эскин
- Цыбин – «Проводим эксперимент» М. Захаров, В. Черных
- Паскуале – «Человек, животное и добродетель», Л. Пиранделло
- Подсекальников – «Самоубийца», Н. Эрдман
- Кандид – «Кандид», Вольтер

### Омский академический театр драмы (1996-2016)
- Александров, гений – «Живой труп», Л. Толстой
- Бонапарт – «Натуральное хозяйство в Шамбале», А. Шипенко
- Кенди – «О мышах и людях», Д. Стейнбек
- Ферапонт – «Три сестры», А.П. Чехов
- Мурзавецкий – «Волки и овцы», А.Н. Островский
- Фана – «Отель на час», П. Ландовский
- Ломов Иван Васильевич – «Танго беллетриста», Н. Скороход
- Паскуале – «Голодранцы-аристократы», Э. Скарпетта
- Торговец, солдат – «Церемонии зари», К. Фуэнтес
- Гарри Лежен, который играет Роджера Трамплейна – «Театр», М. Фрейн
- Яков Алексеевич – «Происшествие, которого никто не заметил», А. Володин
- М-сье Пьер – «Приглашение на казнь», В. Набоков
- Г-н N, хозяин игорного дома – «Маскарад», М.Ю. Лермонтов
- Биндо Альтовити – «Лоренцаччо», Альфред де Мюссе
- Мендель Крик – «Закат», И. Бабель
- Фома Фомич Опискин – «Село Степанчиково и его обитатели», Ф. Достоевский
- Кавалер Лампетти – «Человек и джентльмен», Эдуардо де Филиппо
- Плюшкин – «Брат Чичиков», Н. Садур
- Мартын Прокопьевич Нароков, помощник режиссера и бутафор – «Таланты и поклонники», А.Н. Островский
- Старый пастух, названый отец Утраты – «Зимняя сказка», В. Шекспир
- Шалимов Яков Петрович, литератор – «Дачники», А. Пешков
- Бродяга – «Дембельский поезд», А. Архипов
- Его преподобие каноник Чезюбл, доктор богословия – «Как важно быть серьезным», Оскар Уайльд
- Сэмюэль Пиквик, президент Пиквикского клуба – «Пиквикский клуб», Ч. Диккенс
- Кушак – «Утиная охота», А. Вампилов
- Мэтр Бридэн, священник – «Любовью не шутят», Альфред де Мюссе.
- Пугало – «Одна абсолютно счастливая деревня», Б. Вахтин
- Иван Дементьевич Краснощеков – «Веселая вода печали», В. Гуркин
- Неизвестно какой господин – «На Невском проспекте», Н. Гоголь
- Николай Николаевич Копайский, банковский служащий, холостяк - «Жена есть жена», А. Чехов
- Глов Михаил Александрович - «Игроки», Н. Гоголь
- Жан-Жак Бутон, тушильщик свечей и слуга Мольера – «Кабала святош», М. Булгаков
- Предводитель стариков – «Лисистрата», Аристофан
- Г-н Диареус, врач; Г-н Пургон, врач; Г-н Флеран, аптекарь – «Мнимый Больной», Ж.-Б. Мольер
- Дудка, починщик раздувальных мехов – Ночь любовных помешательств», В. Шекспир
- Герасим Порфирьич Маргаритов, адвокат из отставных чиновников – «Поздняя любовь, А. Островский
- Сарафанов – «Старший сын», А. Вампилов
- Гермократ, философ – «Торжество любви», Пьер Карле Мариво
- Тибиа, слуга Клаудио;  Иван Петрович, друг композитора – «Часовня», И. Бунин, А. де Мюссе
- Тарталья, великий канцлер – «Турандот», К. Гоцци
- Пузырев-отец - «Про елку у Ивановых», А. Введенский
- Капитан Перелла; Доктор Нино Пулейо – «Человек, животное и добродетель», Л. Пиранделло
- Крутицкий – «На всякого мудреца довольно простоты», А.Н. Островский
- Тихий, начальник контрразведки – «Бег», М. Булгаков
- Шабтай Шустер – «На чемоданах», Ханох Левин
- Священник – «Mamma Roma», Пьер Паоло Пазолини
- Князь – «Ханума», А. Цагарели
- Жидков, отец Верочки, бывший второй секретарь райкома  –  «Русский и литература», М. Осипов
- Иван Петров Восмибратов – «Лес», А. Островский
- Монфлери, актер - «Сирано де Бержерак», Э. Ростана

## Награды
- 1984 — Заслуженный артист Украинской ССР
- 1986 — Орден «Знак Почёта»
- 2003 — Народный артист Российской Федерации

## Фильмография
1. 1973 — А вы любили когда-нибудь? — эпизод
2. 1973 — Про Витю, про Машу и морскую пехоту — десантник
3. 1980 — У матросов нет вопросов — ревизор в ресторане
4. 1986 — В одну-единственную жизнь — эпизод
5. 1986 — Мужские тревоги — эпизод
6. 1986 — Секретный фарватер — эпизод
7. 1988 — Проводим эксперимент — Цыбин, директор завода «Электрон»
8. 1988 — Театр — Гарри Лежен, который играет Роджера Трамплейна
9. 1989 — Любовь с привилегиями — эпизод
10. 1989 — Наш городок — редактор Уэбб
11. 1990 — Записки сумасшедшего — столоначальник
12. 1991 — Убить «Шакала» — Владимир Квасков
13. 1992 — Стамбульский транзит — Чекмарёв
14. 1994 — Трень-брень — охотник
15. 2000 — Ростов-папа (фильм 8-й «Новый Дон Кихот»)— эпизод
16. 2005 — Косвенные улики — эпизод
17. 2005 — Солдаты 5 — эпизод